# Gallinago
Genre
Gallinago est l'un des trois genres de bécassines, avec les genres Lymnocryptes et Coenocorypha.

## Liste des espèces
D'après la classification de référence (version 14.1, 2024) de l'Union internationale des ornithologues, il y a 18 espèces du genre Gallinago (ordre philogénique) :
- Gallinago imperialis Sclater, PL & Salvin, 1869 – Bécassine impériale ;
- Gallinago jamesoni (Jardine & Bonaparte, 1855) – Bécassine des paramos ;
- Gallinago stricklandii (Gray, GR, 1845) – Bécassine de Strickland ;
- Gallinago solitaria Hodgson, 1831 – Bécassine solitaire ;
- Gallinago nemoricola Hodgson, 1836 – Bécassine des bois ;
- Gallinago media (Latham, 1787) – Bécassine double ;
- Gallinago megala Swinhoe, 1861 – Bécassine de Swinhoe ;
- Gallinago stenura (Bonaparte, 1831) – Bécassine à queue pointue ;
- Gallinago hardwickii (Gray, JE, 1831) – Bécassine du Japon ;
- Gallinago nigripennis Bonaparte, 1839 – Bécassine africaine ;
- Gallinago gallinago (Linnaeus, 1758) – Bécassine des marais ;
- Gallinago delicata (Ord, 1825) – Bécassine de Wilson ;
- Gallinago undulata (Boddaert, 1783) – Bécassine géante ;
- Gallinago nobilis Sclater, PL, 1856 – Bécassine noble ;
- Gallinago andina Taczanowski, 1875 – Bécassine de la puna ;
- Gallinago macrodactyla Bonaparte, 1839 – Bécassine malgache ;
- Gallinago paraguaiae (Vieillot, 1816) – Bécassine du Paraguay ;
- Gallinago magellanica (King, PP, 1828) – Bécassine de Magellan.